# Hexano
El hexano o n-hexano es un hidrocarburo alifático alcano con seis átomos de carbono. Su forma química es C6H14.
Existen varios isómeros de esta sustancia, siendo la más conocida e importante la del n-hexano:
CH3 - CH2 - CH2 - CH2 - CH2 - CH3
Otros isómeros son: 2-metilpentano (o isohexano), 3-metilpentano, 2,2-dimetilbutano (o neohexano) y 2,3-dimetilbutano
Se trata de un líquido incoloro, fácilmente inflamable y con un olor característico a disolvente. Es poco soluble en agua, pero se mezcla bien con los disolventes orgánicos apolares como, el éter o el benceno. Es muy poco polar por lo que su momento dipolar es casi nulo y su fuerza de elución es muy baja (εº=0,01).
- Concentración máxima permitida en los lugares de trabajo: 50 ppm.[2]

## Obtención
El hexano y sus isómeros forman parte de los derivados del petróleos y se obtiene mediante destilación fraccionada. A menudo no hace falta separar el n-hexano si no se emplea directamente la mezcla obtenida cuyo intervalo de ebullición coincide aproximadamente con el punto de ebullición del hexano.

## Uso

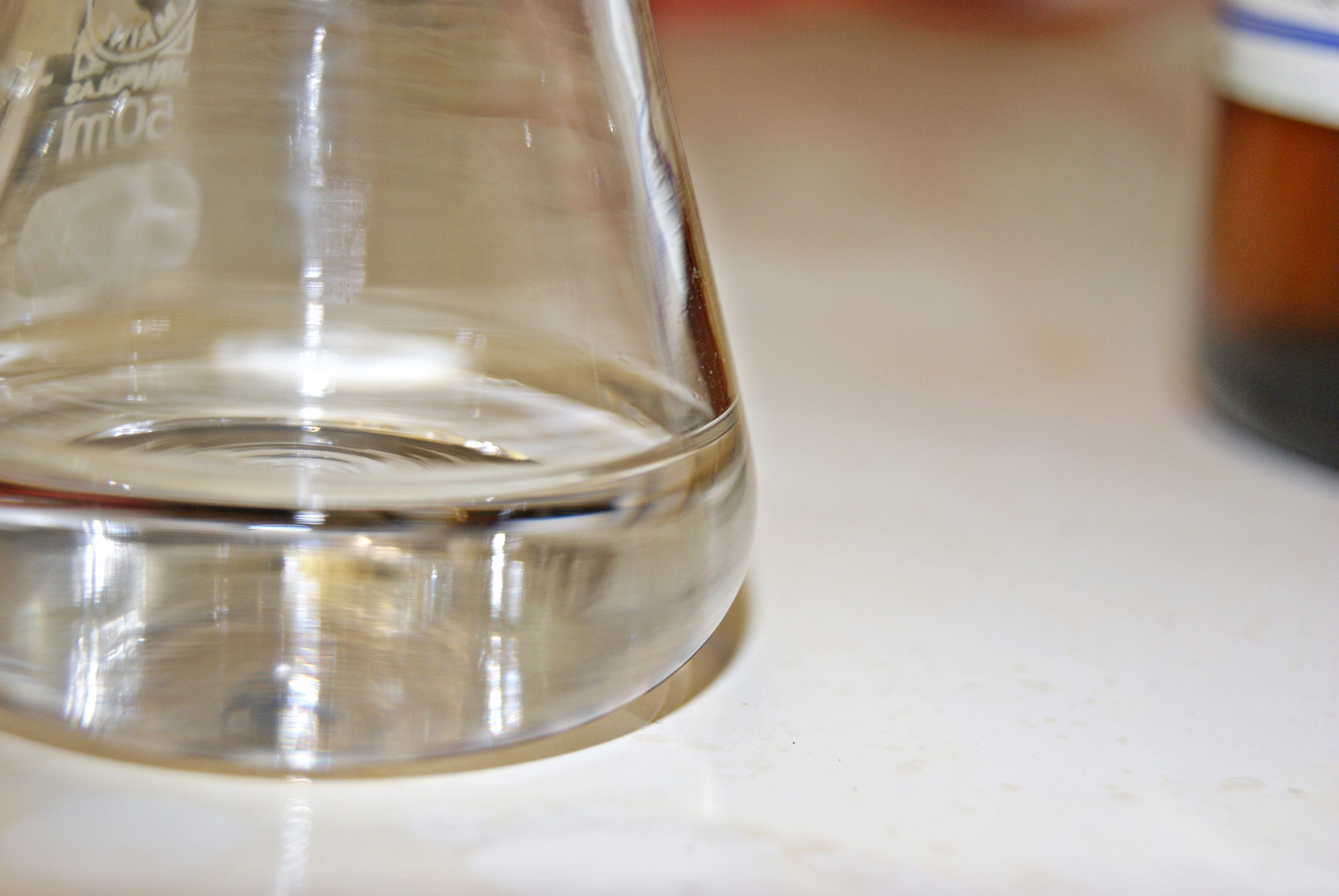
Hexano en estado líquido

El hexano es utilizado como disolvente para algunas pinturas y procesos químicos y para quitar etiquetas de precios ya que disuelve el pegamento con que se adhieren.
También fue muy utilizado en la industria del calzado y la marroquinería, aunque su uso en industrias controladas está más restringido.
También se usa para disolver las pepitas de la uva y extraer aceite de orujo.
De igual manera es empleado en análisis de laboratorios siendo un solvente eficaz para la obtención de Hidrocarburos Fracción pesada en suelo y agua.

## Toxicología
El n-hexano es uno de los pocos alcanos tóxicos. El efecto fisiológico no se debe a la misma sustancia sino a los productos de su metabolización, especialmente la 2,5-hexadiona. Este compuesto reacciona con algunas aminas esenciales para el funcionamiento de las células nerviosas. Por lo tanto, es neurotóxico. Además, posee un potencial adictivo y peligroso.